# Seitliche Nasendrüse
Die seitliche Nasendrüse (Glandula nasalis lateralis) oder Steno-Drüse ist eine bei Säugetieren vorkommende Drüse in der Nasengegend. Ihr seröses Sekret wird in den Nasenvorhof abgegeben und dient der Befeuchtung von Nasenvorhof und Nasenspiegel. Sie ist der Nasendrüse der Vögel homolog.
Die Drüse liegt bei Raubtieren in der Kieferbucht und ist bei Hunden groß, bei Katzen sehr klein. Bei Hunden wird durch das verdunstende Sekret auch Kälte erzeugt, so dass die Drüse auch an der Thermoregulation beteiligt ist. Beim Menschen wird die seitliche Nasendrüse zwar embryonal angelegt, bildet sich aber vor der Geburt wieder zurück. Bei den übrigen Säugetieren liegt die seitliche Nasendrüse in der Kieferhöhle.